# Isbrecht-Gletscher
Der Isbrecht-Gletscher ist ein kleiner Gletscher im Süden der Thurston-Insel vor der Eights-Küste des westantarktischen Ellsworthlands. Er fließt in südlicher Richtung zwischen dem Cox-Gletscher und dem Hale-Gletscher zum Abbot-Schelfeis im Peacock-Sund.
Das Advisory Committee on Antarctic Names benannte ihn 2003 nach JoAnn Isbrecht (1942–2010) vom United States Geological Survey, die in den 1990er Jahren an der Erstellung von hochauflösendem Kartenmaterial von der Siple-Küste aus AVHRR- und Landsat-Bildern beteiligt war.